# چونده
چونده (به انگلیسی: Chawinda) یک منطقهٔ مسکونی در پاکستان است که در پنجاب واقع شده‌است. چونده ۱۶۵ متر بالاتر از سطح دریا واقع شده‌است.